# Castello di Vicobarone
Il castello di Vicobarone è una fortificazione, successivamente ricostruita come palazzo residenziale, situata nell'omonima frazione del comune italiano di Ziano Piacentino, in provincia di Piacenza.

## Storia
La località di Vicobarone, di origine romana, fu, dal IX secolo e fino al 1100 soggetta all'abbazia di San Colombano di Bobbio, così come le non distanti Nibbiano e Zavattarello.
Nel 1314 il castello di Vicobarone, rifugio, così come altre fortificazioni della zona, dei guelfi esuli da Piacenza, fu attaccato per ordine di Galeazzo I Visconti da parte delle truppe comandate da Oberto del Cairo e Nello di Massa, che riuscirono ad espugnarlo l'8 maggio di quell'anno, ottenendo un cospicuo bottino che includeva 600 bovini, nonché pecore e suini.
A differenza di altre fortificazioni vicine, il castello non fu mai oggetto di attacchi da parte delle truppe provenienti dal Pavese, probabilmente grazie alla sua specifica dislocazione geografica.
A partire dal 1376 il castello fu possesso della famiglia Malvicini, le cui origini discendevano dal consorzio nobiliare dei Fonatnesi. Nel 1408 Francesco e Antonino Malvicini ottennero da parte del duca di Milano Giovanni Maria Visconti l'investitura a marchesi del feudo di Vicobarone. L'investitura fu di nuovo confermata nel 1467 da parte del nuovo duca di Milano Galeazzo Maria Sforza, il quale concesse Vicobarone, insieme alle limitrofe Genepreto, Nibbiano, Stadera e Tassara, ai fratelli Dondazio, Bartolomeo e Francesco Malvicini Fontana, assegnandogli il titoli di marchesi.
Intorno alla metà del XVIII secolo alla famiglia Malvicini subentrò la famiglia Serafini, a seguito di un matrimonio tra un'erede della famiglia Malvicini con un Serafini.
Nel 1803 il marchese Orazio Serafini Malvicini Fontana fece costruire un nuovo palazzo nel luogo in cui anticamente era un castello tutto diroccato.

## Struttura
Il castello nel corso dei secoli ha subito molti rimaneggiamenti e rifacimenti, venendo poi inglobato nel palazzo residenza dei Malvicini Fontana. Dopo la ricostruzione dei primi del XIX secolo il palazzo prevedeva le cucine, la dispensa e la cantina al piano basso, un salone interamente dipinto dotato di loggiato posto verso l'esterno sul lato orientale dell'edificio e tre appartamenti e ulteriori camere cubicolari, anch'essi affrescati al piano nobile, mentre al piano più alto si trovavano il granaio e alcune stanze da letto.
A poca distanza dal castello, si trova palazzo Malvicini Fontana, complesso a forma di U costruito nel XVII secolo addossato ad una torre risalente all'anno Mille e originariamente dotata di un pozzo delle lame. Ristrutturato, ospita la sede di un'azienda agrituristica.